# Hokej na lodzie na Zimowych Igrzyskach Olimpijskich 2018 – kwalifikacje mężczyzn
Kwalifikacje do Zimowych Igrzysk Olimpijskich w 2018 roku, których celem było wyłonienie trzech reprezentacji hokejowych na turniej olimpijski 2018 w Pjongczangu. Podział na grupy kwalifikacyjne został przeprowadzony w oparciu o Mistrzostwa Świata z 2015 roku. Zaplanowano rozegranie ośmiu turniejów, w tym trzy, z których zwycięzcy uzyskają kwalifikacje. Dwie najniżej sklasyfikowane drużyny eliminacji rozegrały pomiędzy sobą mecz, którego stawką był awans do turnieju kwalifikacyjnego w Tallinnie.
Bezpośredni awans na igrzyska olimpijskie zapewniło sobie osiem najwyżej sklasyfikowanych w rankingu IIHF reprezentacji.

## Zakwalifikowane drużyny
| Rodzaj kwalifikacji | Termin                         | Miejsce       | Miejsca | Zakwalifikowani                                                             |
| --- | ------------------------------ | ------------- | ------- | --------------------------------------------------------------------------- |
| Gospodarz | 19 września 2014               |               | 1       | Korea Południowa                                                            |
| Ranking IIHF 2015 obejmujący turnieje: Mistrzostwa Świata 2012 Mistrzostwa Świata 2013 Igrzyska Olimpijskie 2014 Mistrzostwa Świata 2014 Mistrzostwa Świata 2015 | 2 kwietnia 2012 – 17 maja 2015 | Praga Ostrawa | 8       | Kanada Rosja Szwecja Finlandia Stany Zjednoczone Czechy Szwajcaria Słowacja |
| Zwycięzca turnieju kwalifikacyjnego | 1–4 września 2016              | Mińsk         | 1       | Słowenia                                                                    |
| Zwycięzca turnieju kwalifikacyjnego | 1–4 września 2016              | Ryga          | 1       | Niemcy                                                                      |
| Zwycięzca turnieju kwalifikacyjnego | 1–4 września 2016              | Oslo          | 1       | Norwegia                                                                    |

## Pierwsza runda kwalifikacji
Mecz został rozegrany w stolicy Bułgarii Sofii w Zimowym Pałacu Sportu. Zwyciężyli gospodarze i to oni awansowali do turnieju kwalifikacyjnego w Tallinnie.
| 10 października 2015 | Bułgaria | 9:1 | Gruzja | Zimowy Pałac Sportu, Sofia |

| Szczegóły      | Szczegóły | Szczegóły       | Szczegóły              | Szczegóły                                                                                |
| -------------- | --- | --------------- | ---------------------- | ---------------------------------------------------------------------------------------- |
| Godzina: 19:30 | M. Bojadiew (SH) 03:37 M. Bojadiew (EQ) 12:24 J. Gatczew (EQ) 20:55 K. Semkow (EQ) 21:28 P.Mihow (EQ) 33:08 P.Mihow (EQ) 40:36 B. Stefanow (SH) 45:58 J. Gatczew (EQ) 49:05 J. Gatczew (PP) 55:56 | (2:1, 3:0, 4:0) | 07:19 (EQ) W. Dumbadze | Widzów: 581 Sędzia główny: Tomáš Orolin Sędziowie liniowi: Kirił Pejczinow Matúš Stanzel |
| Godzina: 19:30 | 14 min kar |                 | 12 min kar             | Widzów: 581 Sędzia główny: Tomáš Orolin Sędziowie liniowi: Kirił Pejczinow Matúš Stanzel |

## Druga runda kwalifikacji
Turnieje zostały rozegrane w stolicy Estonii – Tallinnie w hali Tallinn Arena i w hiszpańskim Valdemoro w hali Francisco Fernández Ochoa Arena. Zwycięzcami turniejów przedkwalifikacyjnych zostały drużyny gospodarzy i Serbii, które awansowały do kolejnej rudny kwalifikacji.
Grupa K
| Lp. | Zespół   | M | Pkt | Z | Zd | Pd | P | G+ | G- | +/- |
| --- | -------- | - | --- | - | -- | -- | - | -- | -- | --- |
| 1   | Estonia  | 3 | 9   | 3 | 0  | 0  | 0 | 58 | 4  | +54 |
| 2   | Meksyk   | 3 | 6   | 2 | 0  | 0  | 1 | 16 | 15 | +1  |
| 3   | Izrael   | 3 | 3   | 1 | 0  | 0  | 2 | 6  | 26 | -20 |
| 4   | Bułgaria | 3 | 0   | 0 | 0  | 0  | 3 | 4  | 39 | -35 |

| 5 listopada 2015 | Meksyk | 8:2 | Bułgaria | Tallinn Arena, Tallinn |

| Szczegóły      | Szczegóły | Szczegóły       | Szczegóły                                    | Szczegóły                                                                                  |
| -------------- | --- | --------------- | -------------------------------------------- | ------------------------------------------------------------------------------------------ |
| Godzina: 15:00 | J. Pérez (EQ) 11:20 C. Tommasi (SH) 30:27 J. Pérez (EQ) 39:26 C. Gómez (EQ) 39:50 C. Gómez (PP) 46:02 C. Gómez (PP) 51:38 J. Pérez (EQ) 54:48 G. Díaz (EQ) 59:45 | (1:0, 3:2, 4:0) | 20:14 (EQ) G. Iskrenow 34:04 (SH) K. Siemkow | Widzów: 238 Sędzia główny: Dean Smith Sędziowie liniowi: Jacques Riisom-Birker Toivo Tilku |
| Godzina: 15:00 | 22 min kar |                 | 8 min kar                                    | Widzów: 238 Sędzia główny: Dean Smith Sędziowie liniowi: Jacques Riisom-Birker Toivo Tilku |

| 5 listopada 2015 | Izrael | 1:19 | Estonia | Tallinn Arena, Tallinn |

| Szczegóły      | Szczegóły              | Szczegóły       | Szczegóły | Szczegóły                                                                                     |
| -------------- | ---------------------- | --------------- | --- | --------------------------------------------------------------------------------------------- |
| Godzina: 19:00 | M. Revniaga (EQ) 43:05 | (0:6, 0:5, 1:8) | 01:52 (EQ) A. Kuzniecow 04:06 (EQ) A. Gornostajew 11:48 (EQ) A. Fedoruk 13:35 (PP) L. Lahesalu 16:55 (EQ) M. Võrang 17:52 (EQ) R. Rooba 28:29 (EQ) R. Rooba 29:04 (EQ) L. Lahesalu 30:42 (EQ) R.-H. Russ 34:51 (EQ) J. Lukats 38:13 (PP) R. Rooba 41:25 (EQ) A. Fedoruk 42:28 (EQ) J. Sorokin 45:10 (PP) J. Lukats 45:26 (EQ) J. Sorokin 51:15 (EQ) A. Kuzniecow 54:52 (EQ) A. Gornostajew 56:19 (SH) J. Lukats 57:37 (EQ) A. Gornostajew | Widzów: 850 Sędzia główny: Lassi Heikkinen Sędziowie liniowi: Anže Bergant Óli Þór Gunnarsson |
| Godzina: 19:00 | 10 min kar             |                 | 8 min kar | Widzów: 850 Sędzia główny: Lassi Heikkinen Sędziowie liniowi: Anže Bergant Óli Þór Gunnarsson |

| 6 listopada 2015 | Meksyk | 5:0 | Izrael | Tallinn Arena, Tallinn |

| Szczegóły      | Szczegóły                                                                                                   | Szczegóły       | Szczegóły  | Szczegóły                                                                         |
| -------------- | --- | --------------- | ---------- | --------------------------------------------------------------------------------- |
| Godzina: 15:00 | R. Chabat (PP) 08:43 R. Chabat (PP) 16:58 Ch. Smithers (EQ) 24:36 R. Chabat (PP) 50:25 F. Ugarte (EQ) 56:25 | (2:0, 1:0, 2:0) |            | Widzów: 237 Sędzia główny: Stian Halm Sędziowie liniowi: Anže Bergant Toivo Tilku |
| Godzina: 15:00 | 12 min kar                                                                                                  |                 | 16 min kar | Widzów: 237 Sędzia główny: Stian Halm Sędziowie liniowi: Anže Bergant Toivo Tilku |

| 6 listopada 2015 | Estonia | 26:0 | Bułgaria | Tallinn Arena, Tallinn |

| Szczegóły      | Szczegóły | Szczegóły        | Szczegóły | Szczegóły                                                                                   |
| -------------- | --- | ---------------- | --------- | ------------------------------------------------------------------------------------------- |
| Godzina: 19:00 | A. Kuzniecow (EQ) 01:16 R. Rooba (EQ) 03:14 W. Titarienko (EQ) 06:15 M. Sinikas (EQ) 06:39 R. Arrak (EQ) 08:57 M. M. Auksi (EQ) 10:43 R. Rooba (EQ) 13:19 R. Arrak (EQ) 16:11 W. Titarienko (EQ) 17:00 R. Arrak (EQ) 19:18 N. Kozõrev (EQ) 24:07 R. Rooba (EQ) 24:51 R. Arrak (EQ) 27:22 W. Titarienko (EQ) 27:35 A. Gornostajew (EQ) 31:51 R. Rooba (EQ) 34:33 R. Teppan (PP) 36:54 J. Sorokin (EQ) 37:04 R. Rooba (EQ) 40:40 W. Titarienko (EQ) 43:38 W. Titarienko (EQ) 47:14 M. Võrang (PP) 53:13 R.-H. Russ (EQ) 53:48 R.-H. Russ (EQ) 54:09 R. Arrak (EQ) 54:43 A. Kuzniecow (EQ) 59:43 | (10:0, 8:0, 8:0) |           | Widzów: 647 Sędzia główny: Dean Smith Sędziowie liniowi: Māris Locans Jacques Riisom-Birker |
| Godzina: 19:00 | 2 min kar |                  | 6 min kar | Widzów: 647 Sędzia główny: Dean Smith Sędziowie liniowi: Māris Locans Jacques Riisom-Birker |

| 7 listopada 2015 | Bułgaria | 2:5 | Izrael | Tallinn Arena, Tallinn |

| Szczegóły      | Szczegóły                                     | Szczegóły       | Szczegóły | Szczegóły                                                                         |
| -------------- | --------------------------------------------- | --------------- | --- | --------------------------------------------------------------------------------- |
| Godzina: 13:00 | M. Bojadjiew (SH) 17:42 R. Hristow (EQ) 45:09 | (1:0, 0:1, 1:4) | 24:47 (EQ) I. Spektor 50:24 (EQ) I. Spektor 55:07 (SH) R. Aharonovich 58:43 (EN) I. Spektor 59:10 (EQ) O. Kafri | Widzów: 205 Sędzia główny: Stian Halm Sędziowie liniowi: Māris Locans Toivo Tilku |
| Godzina: 13:00 | 30 min kar                                    |                 | 20 min kar | Widzów: 205 Sędzia główny: Stian Halm Sędziowie liniowi: Māris Locans Toivo Tilku |

| 7 listopada 2015 | Estonia | 13:3 | Meksyk | Tallinn Arena, Tallinn |

| Szczegóły      | Szczegóły | Szczegóły       | Szczegóły                                                        | Szczegóły                                                                                      |
| -------------- | --- | --------------- | ---------------------------------------------------------------- | ---------------------------------------------------------------------------------------------- |
| Godzina: 17:00 | A. Fedoruk (EQ) 12:22 J. Lukats (EQ) 13:05 M. Võrang (EQ) 14:57 R. Rooba (PP) 22:24 R. Rooba (EQ) 28:09 R. Rooba (EQ) 32:04 J. Sorokin (EA) 43:09 R. Arrak (EQ) 48:15 A. Gornostajew (EQ) 48:31 A. Minin (EQ) 49:23 J. Sorokin (EA) 51:08 R. Teppan (EQ) 51:35 A. Minin (EQ) 56:04 | (3:1, 3:2, 7:0) | 10:29 (SH) G. Martínez 30:39 (EQ) B. Arroyo 39:45 (EQ) R. Chabat | Widzów: 1150 Sędzia główny: Lassi Heikkinen Sędziowie liniowi: Anže Bergant Óli Þór Gunnarsson |
| Godzina: 17:00 | 8 min kar |                 | 8 min kar                                                        | Widzów: 1150 Sędzia główny: Lassi Heikkinen Sędziowie liniowi: Anže Bergant Óli Þór Gunnarsson |

Grupa L
| Lp. | Zespół    | M | Pkt | Z | Zd | Pd | P | G+ | G- | +/- |
| --- | --------- | - | --- | - | -- | -- | - | -- | -- | --- |
| 1   | Serbia    | 3 | 8   | 2 | 1  | 0  | 0 | 15 | 8  | +7  |
| 2   | Hiszpania | 3 | 6   | 2 | 0  | 0  | 1 | 18 | 9  | +9  |
| 3   | Islandia  | 3 | 4   | 1 | 0  | 1  | 1 | 18 | 13 | +5  |
| 4   | Chiny     | 3 | 0   | 0 | 0  | 0  | 3 | 5  | 26 | -21 |

| 6 listopada 2015 | Islandia | 4:5 k. | Serbia | Francisco Fernández Ochoa Arena, Valdemoro |

| Szczegóły      | Szczegóły                                                                                     | Szczegóły                 | Szczegóły | Szczegóły                                                                                |
| -------------- | --------------------------------------------------------------------------------------------- | ------------------------- | --- | ---------------------------------------------------------------------------------------- |
| Godzina: 16:00 | A. Bjarnason (PP) 7:37 U. Andrésson (EQ) 16:18 J. Leifsson (PS) 46:21 O. Björnsson (SH) 50:37 | (2:2, 0:1, 2:1, 0:0, 0:1) | 1:30 (EQ) M. Milovanović 16:01 (EQ) N. Vučurević 37:25 (EQ) D. Filipović 47:24 (PP) M. Milovanović 65:00 (PS) N. Janković | Widzów: 125 Sędzia główny: Damien Bliek Sędziowie liniowi: Tomáš Brejcha Gwilherm Margry |
| Godzina: 16:00 | 14 min                                                                                        |                           | 12 min | Widzów: 125 Sędzia główny: Damien Bliek Sędziowie liniowi: Tomáš Brejcha Gwilherm Margry |

| 6 listopada 2015 | Hiszpania | 10:1 | Chiny | Francisco Fernández Ochoa Arena, Valdemoro |

| Szczegóły      | Szczegóły | Szczegóły       | Szczegóły         | Szczegóły                                                                                 |
| -------------- | --- | --------------- | ----------------- | ----------------------------------------------------------------------------------------- |
| Godzina: 19:00 | I. Solózano (SH) 05:27 A. Ubieto (EQ) 06:26 J. Anglés (EQ) 22:59 P. Puyuelo (EQ) 23:31 A. Carbonell (PP1) 28:07 P. Muñoz (PP1) 31:33 A. Vea (EQ) 35:57 I. Solózano (EQ) 36:50 J. Muñoz (EQ) 47:13 P. Fuentes (PP1) 55:03 | (2:0, 6:1, 2:0) | 29:01 (EQ) Xia T. | Widzów: 750 Sędzia główny: Luka Kamšek Sędziowie liniowi: Andreas Kowert Martin Smeibidlo |
| Godzina: 19:00 | 8 min |                 | 18 min            | Widzów: 750 Sędzia główny: Luka Kamšek Sędziowie liniowi: Andreas Kowert Martin Smeibidlo |

| 7 listopada 2015 | Serbia | 5:1 | Chiny | Francisco Fernández Ochoa Arena, Valdemoro |

| Szczegóły      | Szczegóły | Szczegóły       | Szczegóły          | Szczegóły                                                                                |
| -------------- | --- | --------------- | ------------------ | ---------------------------------------------------------------------------------------- |
| Godzina: 16:00 | M. Milovanović (EQ) 04:21 A. Luković (EQ) 11:25 P. Popravka (EQ) 13:58 N. Raković (EQ) 19:57 P. Popravka (PP1) 24:18 | (4:0, 1:1, 0:0) | 24:06 (EQ) Yang M. | Widzów: 120 Sędzia główny: Luka Kamšek Sędziowie liniowi: Tomáš Brejcha Martin Smeibidlo |
| Godzina: 16:00 | 0 min |                 | 16 min             | Widzów: 120 Sędzia główny: Luka Kamšek Sędziowie liniowi: Tomáš Brejcha Martin Smeibidlo |

| 7 listopada 2015 | Hiszpania | 5:3 | Islandia | Francisco Fernández Ochoa Arena, Valdemoro |

| Szczegóły      | Szczegóły | Szczegóły       | Szczegóły                                                           | Szczegóły                                                                                       |
| -------------- | --- | --------------- | ------------------------------------------------------------------- | ----------------------------------------------------------------------------------------------- |
| Godzina: 19:30 | P. Muñoz (EQ) 10:27 A. García (EQ) 14:35 A. Pedraz (EQ) 24:41 P. González (EQ) 36:09 G. González (PP1) 54:15 | (2:1, 2:1, 1:1) | 3:34 (EQ) J. Leifsson 21:47 (EQ) F. Guðnason 48:02 (EQ) J. Leifsson | Widzów: 850 Sędzia główny: Andrea Moschen Sędziowie liniowi: Andreas Kowert Federico Stefenelli |
| Godzina: 19:30 | 10 min |                 | 6 min                                                               | Widzów: 850 Sędzia główny: Andrea Moschen Sędziowie liniowi: Andreas Kowert Federico Stefenelli |

| 8 listopada 2015 | Chiny | 3:11 | Islandia | Francisco Fernández Ochoa Arena, Valdemoro |

| Szczegóły      | Szczegóły                                              | Szczegóły       | Szczegóły | Szczegóły                                                                                        |
| -------------- | ------------------------------------------------------ | --------------- | --- | ------------------------------------------------------------------------------------------------ |
| Godzina: 16:00 | Bao J. (EQ) 35:51 Liu L. (PP1) 51:57 Hu T. (SH1) 59:36 | (0:7, 1:2, 2:2) | 01:44 (EQ) R. Hedström 07:40 (EQ) I. Árnason 08:48 (EQ) R. Pálsson 13:56 (PP2) I. Árnason 14:37 (PP2) R. Hedström 15:32 (PP) A. Mikaelsson 15:54 (EQ) A. Helgason 33:08 (EQ) P. Maack 34:02 (EQ) R. Hedström 42:24 (EQ) R. Hedström 52:39 (EQ) R. Hedström | Widzów: 150 Sędzia główny: Andrea Moschen Sędziowie liniowi: Gwilherm Margry Federico Stefenelli |
| Godzina: 16:00 | 16 min                                                 |                 | 10 min | Widzów: 150 Sędzia główny: Andrea Moschen Sędziowie liniowi: Gwilherm Margry Federico Stefenelli |

| 8 listopada 2015 | Serbia | 5:3 | Hiszpania | Francisco Fernández Ochoa Arena, Valdemoro |

| Szczegóły      | Szczegóły | Szczegóły       | Szczegóły                                                        | Szczegóły                                                                                  |
| -------------- | --- | --------------- | ---------------------------------------------------------------- | ------------------------------------------------------------------------------------------ |
| Godzina: 20:00 | D. Filipović (EQ) 27:29 D. Filipović (EQ) 36:31 P. Popravka (EQ) 44:56 M. Milovanović (EQ) 57:26 M. Brkušanin (EQ) 59:41 | (0:2, 2:0, 3:1) | 11:51 (PP1) G. Betran 17:48 (EQ) P. Fuentes 50:27 (EQ) A. Pedraz | Widzów: 950 Sędzia główny: Damien Bliek Sędziowie liniowi: Andreas Kowert Martin Smeibidlo |
| Godzina: 20:00 | 18 min |                 | 8 min                                                            | Widzów: 950 Sędzia główny: Damien Bliek Sędziowie liniowi: Andreas Kowert Martin Smeibidlo |

## Trzecia runda kwalifikacji
Zostały rozegrane trzy turnieje przedkwalifikacyjne w dniach od 11 do 14 lutego 2016 roku. Tylko zwycięzcy poszczególnych turniejów awansują do decydujących o awansie na igrzyska kwalifikacji. Gospodarzami były zespoły, które w Rankingu IIHF zajmowały 18, 19, 20. miejsce. Gospodarzem Grupy G było miasto Cortina d’Ampezzo, Grupy H Budapeszt a Grupy I Sapporo.

### Grupa G
| Lp. | Zespół          | M | Pkt | Z | Zd | Pd | P | G+ | G- | +/- |
| --- | --------------- | - | --- | - | -- | -- | - | -- | -- | --- |
| 1   | Włochy          | 3 | 9   | 3 | 0  | 0  | 0 | 18 | 4  | +14 |
| 2   | Wielka Brytania | 3 | 6   | 2 | 0  | 0  | 1 | 14 | 13 | +1  |
| 3   | Holandia        | 3 | 3   | 1 | 0  | 0  | 2 | 14 | 13 | +1  |
| 4   | Serbia          | 3 | 0   | 0 | 0  | 0  | 3 | 5  | 21 | -16 |

| 11 lutego 2016 | Wielka Brytania | 6:5 | Holandia | Stadio Olimpico, Cortina D'Ampezzo |

| Szczegóły      | Szczegóły | Szczegóły       | Szczegóły | Szczegóły                                                                                                  |
| -------------- | --- | --------------- | --- | --- |
| Godzina: 17:30 | R. Cowley (EQ) 03:35 D. Phillips (EQ) 17:12 M. Myers (EQ) 28:23 R. Cowley (EQ) 36:01 C. Shields (PP1) 49:17 M. Richardson (EQ) 55:48 | (2:1, 2:2, 2:2) | 02:57 (PP1) R. Wurm 33:06 (EQ) K. Bruijsten 34:01 (EQ) M. Brekelmans 43:22 (EQ) M. Bruijsten 51:08 (EQ) D. Hagemeijer | Widzów: 302 Sędzia główny: Marcus Brill Andreas Harnebring Sędziowie liniowi: Matthias Cristeli Simon Wust |
| Godzina: 17:30 | 14 min |                 | 10 min | Widzów: 302 Sędzia główny: Marcus Brill Andreas Harnebring Sędziowie liniowi: Matthias Cristeli Simon Wust |

| 11 lutego 2016 | Włochy | 8:0 | Serbia | Stadio Olimpico, Cortina D'Ampezzo |

| Godzina: 20:45 | S. Marchetti (EQ) 01:00 N. Plastino (EQ) 12:46 K. Devergilio (EQ) 16:40 D. Frank (EQ) 32:59 M. Gander (EQ) 35:31 A. Egger (PP1) 36:30 D. Kostner (EQ) 42:54 N. Plastino (EQ) 51:58 | (3:0, 3:0, 2:0) |        | Widzów: 814 Sędzia główny: Petri Lindquist Ladislav Smetana Sędziowie liniowi: Grega Markizeti Wojciech Moszczyński |
| Godzina: 20:45 | 2 min |                 | 14 min | Widzów: 814 Sędzia główny: Petri Lindquist Ladislav Smetana Sędziowie liniowi: Grega Markizeti Wojciech Moszczyński |

| 13 lutego 2016 | Wielka Brytania | 6:2 | Serbia | Stadio Olimpico, Cortina D'Ampezzo |

| Szczegóły      | Szczegóły | Szczegóły       | Szczegóły                                       | Szczegóły |
| -------------- | --- | --------------- | ----------------------------------------------- | --- |
| Godzina: 17:30 | C. Shields (EQ) 04:28 M. Davies (EQ) 11:27 J. Boxill (EQ) 29:50 D. Clarke (PP2) 35:27 D. Clarke (PP) 54:54 R. Lachowicz (SH) 59:37 | (2:1, 2:1, 2:0) | 08:03 (EQ) N. Raković 25:44 (PP2) U. Bjelogrlić | Widzów: 489 Sędzia główny: Andreas Harnebring Ladislav Smetana Sędziowie liniowi: Matthias Cristeli Simon Wust |
| Godzina: 17:30 | 12 min kar |                 | 16 min kar                                      | Widzów: 489 Sędzia główny: Andreas Harnebring Ladislav Smetana Sędziowie liniowi: Matthias Cristeli Simon Wust |

| 13 lutego 2016 | Holandia | 2:4 | Włochy | Stadio Olimpico, Cortina D'Ampezzo |

| Szczegóły      | Szczegóły                                   | Szczegóły       | Szczegóły                                                                              | Szczegóły |
| -------------- | ------------------------------------------- | --------------- | -------------------------------------------------------------------------------------- | --- |
| Godzina: 20:45 | T. Marx (EQ) 02:39 D. Hagemeijer (EQ) 20:08 | (1:2, 1:1, 0:1) | 00:39 (EQ) M. Insam 09:55 (EQ) D. Kostner 33:11 (EQ) K. Devergilio 51:53 (EQ) L. Frigo | Widzów: 862 Sędzia główny: Marcus Brill Petri Linqvist Sędziowie liniowi: Grega Markizeti Edward Mietalnikow |
| Godzina: 20:45 | 12 min kar                                  |                 | 8 min kar                                                                              | Widzów: 862 Sędzia główny: Marcus Brill Petri Linqvist Sędziowie liniowi: Grega Markizeti Edward Mietalnikow |

| 14 lutego 2016 | Serbia | 3:7 | Holandia | Stadio Olimpico, Cortina D'Ampezzo |

| Szczegóły      | Szczegóły                                                             | Szczegóły       | Szczegóły | Szczegóły |
| -------------- | --------------------------------------------------------------------- | --------------- | --- | --- |
| Godzina: 17:30 | M. Djumić (EQ) 24:59 N. Vucurević (EQ) 29:59 D. Filipović (SH1) 54:58 | (0:2, 2:2, 1:3) | 00:56 (EQ) M. Bruijsten 16:25 (EQ) M. Bruijsten 37:58 (PP1) N. Nagtzaam 39:11 (EQ) M. Dalhuisen 55:18 (PP1) M. Dalhuisen 55:51 (EQ) R. Staats 57:19 (EQ) K. Bruijsten | Widzów: 428 Sędzia główny: Andreas Harnebring Petri Linqvist Sędziowie liniowi: Matthias Cristeli Grega Markizeti |
| Godzina: 17:30 | 8 min                                                                 |                 | 6 min | Widzów: 428 Sędzia główny: Andreas Harnebring Petri Linqvist Sędziowie liniowi: Matthias Cristeli Grega Markizeti |

| 14 lutego 2016 | Włochy | 6:2 | Wielka Brytania | Stadio Olimpico, Cortina D'Ampezzo |

| Szczegóły      | Szczegóły | Szczegóły       | Szczegóły                                 | Szczegóły |
| -------------- | --- | --------------- | ----------------------------------------- | --- |
| Godzina: 20:45 | C. Borgatello (PP1) 08:15 A. Bernard (PP1) 10:05 S. Kostner (EQ) 15:26 C. Borgatello (EQ) 35:56 A. Gellert (EQ) 47:23 J. Ramoser (EQ) 59:26 | (3:0, 1:1, 2:1) | 38:25 (PP1) A. Tait 45:01 (PP1) D. Clarke | Widzów: 781 Sędzia główny: Marcus Brill Ladislav Smetana Sędziowie liniowi: Edward Mietalnikow Wojciech Moszczyński |
| Godzina: 20:45 | 14 min |                 | 22 min                                    | Widzów: 781 Sędzia główny: Marcus Brill Ladislav Smetana Sędziowie liniowi: Edward Mietalnikow Wojciech Moszczyński |

### Grupa H
| Lp. | Zespół  | M | Pkt | Z | Zd | Pd | P | G+ | G- | +/- |
| --- | ------- | - | --- | - | -- | -- | - | -- | -- | --- |
| 1   | Polska  | 3 | 8   | 2 | 1  | 0  | 0 | 16 | 3  | +13 |
| 2   | Węgry   | 3 | 7   | 2 | 0  | 1  | 0 | 11 | 2  | +9  |
| 3   | Estonia | 3 | 3   | 1 | 0  | 0  | 2 | 7  | 14 | -7  |
| 4   | Litwa   | 3 | 0   | 0 | 0  | 0  | 3 | 2  | 17 | -15 |

| 11 lutego 2016 | Polska | 6:2 | Estonia | Sportarena, Budapeszt |

| Szczegóły      | Szczegóły | Szczegóły       | Szczegóły                                 | Szczegóły                                                                                                   |
| -------------- | --- | --------------- | ----------------------------------------- | --- |
| Godzina: 16:00 | (M. Bepierszcz) – P. Wronka (EQ) 01:50 (G. Pasiut, M. Łopuski) – A. Chmielewski (PP1) 15:00 (P. Wajda) – K. Guzik (EQ) 18:53 (K. Dziubiński) – M. Bepierszcz (EQ) 21:41 (T. Malasiński) – M. Kolusz (EQ) 23:06 (K. Dziubiński, A. Chmielewski) – M. Rompkowski (EQ) 45:33 | (3:0, 2:1, 1:1) | 20:50 (EQ) A. Petrov 43:08 (EQ) A. Petrov | Widzów: 858 Sędzia główny: Pavel Hodek Daniel Stricker Sędziowie liniowi: Botond Pálkövi Nikolaj Ponomarjow |
| Godzina: 16:00 | 4 min |                 | 6 min                                     | Widzów: 858 Sędzia główny: Pavel Hodek Daniel Stricker Sędziowie liniowi: Botond Pálkövi Nikolaj Ponomarjow |

Polska: Kosowski – Dronia, Rompkowski, Zapała, Malasiński, Kolusz – Wajda, Pociecha, Chmielewski, Pasiut (2), Łopuski – Kotlorz, Bryk, Wronka, Dziubiński, Bepierszcz (2) – Kruczek, Bagiński, Urbanowicz, Guzik, Galant;
Trener: Jacek Płachta
| 11 lutego 2016 | Litwa | 0:4 | Węgry | Sportarena, Budapeszt |

| Szczegóły      | Szczegóły | Szczegóły       | Szczegóły                                                                       | Szczegóły                                                                                               |
| -------------- | --------- | --------------- | ------------------------------------------------------------------------------- | --- |
| Godzina: 19:30 |           | (0:1, 0:1, 0:2) | 14:25 (EQ) V. Gallo 27:43 (EQ) J. Hari 42:34 (PP1) F. Banham 45:09 (EQ) D. Kiss | Widzów: 7110 Sędzia główny: Michael Hicks Linus Öhlund Sędziowie liniowi: Remi Aasum Michael Hofstätter |
| Godzina: 19:30 | 8 min     |                 | 8 min                                                                           | Widzów: 7110 Sędzia główny: Michael Hicks Linus Öhlund Sędziowie liniowi: Remi Aasum Michael Hofstätter |

| 12 lutego 2016 | Polska | 9:1 | Litwa | Sportarena, Budapeszt |

| Szczegóły      | Szczegóły | Szczegóły       | Szczegóły              | Szczegóły |
| -------------- | --- | --------------- | ---------------------- | --- |
| Godzina: 14:30 | (A. Chmielewski) – G. Pasiut (EQ) 15:01 (M. Łopuski) – A. Chmielewski (EQ) 17:26 (T. Malasiński) – K. Zapała (EQ) 20:35 (P. Dronia) – M. Urbanowicz (EQ) 23:12 (M. Kotlorz) – K. Dziubiński (PP1) 25:29 T. Malasiński (EQ) 37:29 (B. Pociecha, P. Wronka) – K. Dziubinski (PP1) 39:42 (M. Rompkowski, M. Kolusz) – K. Zapała (EQ) 40:33 (P. Wronka, M. Kruczek) – M. Bepierszcz (EQ) 52:20 | (2:0, 5:0, 2:1) | 55:05 (EQ) D. Bogdziul | Widzów: 640 Sędzia główny: Linus Ohlund Daniel Stricker Sędziowie liniowi: Michael Hofstätter Botond Pálkövi |
| Godzina: 14:30 | 10 min kar |                 | 10 min kar             | Widzów: 640 Sędzia główny: Linus Ohlund Daniel Stricker Sędziowie liniowi: Michael Hofstätter Botond Pálkövi |

Polska: Odrobny (2) – Dronia, Rompkowski, Zapała, Malasiński, Kolusz – Wajda, Pociecha, Chmielewski (2), Pasiut (2), Łopuski – Kotlorz, Bryk (2), Wronka, Dziubiński, Bepierszcz – Kruczek, Bagiński, Urbanowicz, Guzik, Galant;
Trener: Jacek Płachta
| 12 lutego 2016 | Węgry | 7:1 | Estonia | Sportarena, Budapeszt |

| Szczegóły      | Szczegóły | Szczegóły       | Szczegóły           | Szczegóły                                                                                                 |
| -------------- | --- | --------------- | ------------------- | --- |
| Godzina: 18:00 | I. Sofron (EQ) 01:50 V. Gallo (EQ) 15:12 I. Sofron (EQ) 23:31 F. Banham (EQ) 31:51 P. Vincze (EQ) 43:15 P. Vincze (PP1) 56:27 A. Sarauer (PP1) 58:33 | (2:0, 2:1, 3:0) | 26:45 (EQ) R. Rooba | Widzów: 8100 Sędzia główny: Michael Hicks Pavel Hodek Sędziowie liniowi: Raivis Jucers Nikolaj Ponomarjow |
| Godzina: 18:00 | 8 min |                 | 18 min              | Widzów: 8100 Sędzia główny: Michael Hicks Pavel Hodek Sędziowie liniowi: Raivis Jucers Nikolaj Ponomarjow |

| 14 lutego 2016 | Estonia | 4:1 | Litwa | Sportarena, Budapeszt |

| Szczegóły      | Szczegóły                                                                                  | Szczegóły       | Szczegóły                | Szczegóły                                                                                         |
| -------------- | ------------------------------------------------------------------------------------------ | --------------- | ------------------------ | ------------------------------------------------------------------------------------------------- |
| Godzina: 14:30 | A. Makrov (EQ) 00:43 F. Shvarogin (PP1) 02:34 D. Konyshev (EQ) 15:56 A. Makrov (PP1) 43:59 | (3:1, 0:0, 1:0) | 13:24 (PP1) D. Nomanovas | Widzów: 950 Sędzia główny: Michael Hicks Pavel Hodek Sędziowie liniowi: Remi Aasum Botond Pálkövi |
| Godzina: 14:30 | 16 min                                                                                     |                 | 12 min                   | Widzów: 950 Sędzia główny: Michael Hicks Pavel Hodek Sędziowie liniowi: Remi Aasum Botond Pálkövi |

| 14 lutego 2016 | Węgry | 0:1 pk. | Polska | Sportarena, Budapeszt |

| Szczegóły      | Szczegóły | Szczegóły                 | Szczegóły            | Szczegóły |
| -------------- | --------- | ------------------------- | -------------------- | --- |
| Godzina: 18:00 |           | (0:0, 0:0, 0:0, 0:0, 0:1) | 65:00 (SO) K. Zapała | Widzów: 9000 Sędzia główny: Linus Ohlund Daniel Stricker Sędziowie liniowi: Raivis Jucers Nikolaj Ponomarjow |
| Godzina: 18:00 | 8 min     |                           | 4 min                | Widzów: 9000 Sędzia główny: Linus Ohlund Daniel Stricker Sędziowie liniowi: Raivis Jucers Nikolaj Ponomarjow |

Polska: Odrobny – Dronia, Rompkowski, Zapała, Malasiński, Kolusz – Wajda, Pociecha, Chmielewski, Pasiut, Łopuski (2) – Kotlorz, Bryk, Wronka, Dziubiński, Bepierszcz – Kruczek, Bagiński, Urbanowicz (2), Guzik, Galant;
Trener: Jacek Płachta
Kadra Polski.
| Sztab szkoleniowy: - Jacek Płachta – szkoleniowiec - Torbjörn Johansson – II szkoleniowiec - Ireneusz Jarosz – trener wideo - Kiriłł Korieńkow – trener bramkarzy Sztab techniczno-medyczny: - Andrzej Zabawa – kierownik reprezentacji - Maciej Żelawski – lekarz - Piotr Mytnik – serwisant - Rafał Twardy – serwisant - Roch Bogłowski – fizjoterapeuta - Krzysztof Ritszel – fizjoterapeuta |  | Bramkarze: - Kamil Kosowski - Przemysław Odrobny - Rafał Radziszewski |  | Obrońcy: - Mateusz Bryk - Paweł Dronia - Michał Kotlorz - Maciej Kruczek - Bartłomiej Pociecha - Mateusz Rompkowski - Patryk Wajda |  | Napastnicy: - Adam Bagiński - Mateusz Bepierszcz - Aron Chmielewski - Krystian Dziubiński - Radosław Galant - Kacper Guzik - Marcin Kolusz - Mikołaj Łopuski - Tomasz Malasiński - Grzegorz Pasiut - Maciej Urbanowicz - Patryk Wronka - Krzysztof Zapała |

### Grupa J
| Lp. | Zespół    | M | Pkt | Z | Zd | Pd | P | G+ | G- | +/- |
| --- | --------- | - | --- | - | -- | -- | - | -- | -- | --- |
| 1   | Japonia   | 3 | 9   | 3 | 0  | 0  | 0 | 12 | 1  | +11 |
| 2   | Ukraina   | 3 | 6   | 2 | 0  | 0  | 1 | 10 | 2  | +8  |
| 3   | Chorwacja | 3 | 3   | 1 | 0  | 0  | 2 | 4  | 10 | -6  |
| 4   | Rumunia   | 3 | 0   | 0 | 0  | 0  | 3 | 1  | 14 | -13 |

| 11 lutego 2016 | Ukraina | 3:0 | Rumunia | Tsukisamu Sapporo Arena, Sapporo |

| Szczegóły      | Szczegóły                                                         | Szczegóły       | Szczegóły | Szczegóły                                                                                              |
| -------------- | ----------------------------------------------------------------- | --------------- | --------- | --- |
| Godzina: 14:30 | W. Łuhowy (EQ) 29:32 A. Michnow (SH) 38:19 A. Hnidenko (EQ) 54:35 | (0:0, 2:0, 1:0) |           | Widzów: 1020 Sędzia główny: Peter Gebei Aleksiej Rawodin Sędziowie liniowi: Shinobu Kawai Jani Pesonen |
| Godzina: 14:30 | 22 min                                                            |                 | 10 min    | Widzów: 1020 Sędzia główny: Peter Gebei Aleksiej Rawodin Sędziowie liniowi: Shinobu Kawai Jani Pesonen |

| 11 lutego 2016 | Chorwacja | 0:3 | Japonia | Tsukisamu Sapporo Arena, Sapporo |

| Szczegóły      | Szczegóły | Szczegóły       | Szczegóły                                                    | Szczegóły                                                                                                 |
| -------------- | --------- | --------------- | ------------------------------------------------------------ | --- |
| Godzina: 18:00 |           | (0:0, 0:1, 0:2) | 34:50 (EQ) Y. Osawa 55:39 (EQ) Y. Osawa 55:59 (EQ) G. Tanaka | Widzów: 1828 Sędzia główny: Stephen Reneau Gordon Schukies Sędziowie liniowi: Cedric Borga Dana Penkivech |
| Godzina: 18:00 | 4 min     |                 | 8 min                                                        | Widzów: 1828 Sędzia główny: Stephen Reneau Gordon Schukies Sędziowie liniowi: Cedric Borga Dana Penkivech |

| 13 lutego 2016 | Ukraina | 6:0 | Chorwacja | Tsukisamu Sapporo Arena, Sapporo |

| Szczegóły      | Szczegóły | Szczegóły       | Szczegóły | Szczegóły |
| -------------- | --- | --------------- | --------- | --- |
| Godzina: 14:30 | A. Hnidenko (EQ) 01:00 O. Pobiedonoscew (EQ) 07:28 J. Petranhowski (EQ) 15:42 H. Kicza (PP1) 24:06 R. Błahy (EQ) 49:21 A. Bondarew (EQ) 59:55 | (3:0, 1:0, 2:0) |           | Widzów: 1227 Sędzia główny: Aleksiej Rawodin Gordon Schukies Sędziowie liniowi: Benoit Martineau Dana Penkivech |
| Godzina: 14:30 | 6 min |                 | 10 min    | Widzów: 1227 Sędzia główny: Aleksiej Rawodin Gordon Schukies Sędziowie liniowi: Benoit Martineau Dana Penkivech |

| 13 lutego 2016 | Japonia | 7:0 | Rumunia | Tsukisamu Sapporo Arena, Sapporo |

| Szczegóły      | Szczegóły | Szczegóły       | Szczegóły | Szczegóły                                                                                           |
| -------------- | --- | --------------- | --------- | --------------------------------------------------------------------------------------------------- |
| Godzina: 18:00 | S. Kuji (EQ) 25:29 Y. Hirano (EQ) 33:23 H. Ueno (EQ) 35:29 M. Nishiwaki (EQ) 36:18 D. Obara (EQ) 37:03 S. Kuji (PP1) 52:08 T. Yamashita (EQ) 57:23 | (0:0, 5:0, 2:0) |           | Widzów: 2265 Sędzia główny: Peter Gebei Stephen Reneau Sędziowie liniowi: Cedric Borga Jani Pesonen |
| Godzina: 18:00 | 4 min |                 | 8 min     | Widzów: 2265 Sędzia główny: Peter Gebei Stephen Reneau Sędziowie liniowi: Cedric Borga Jani Pesonen |

| 14 lutego 2016 | Rumunia | 1:4 | Chorwacja | Tsukisamu Sapporo Arena, Sapporo |

| Szczegóły      | Szczegóły            | Szczegóły       | Szczegóły                                                                          | Szczegóły                                                                                               |
| -------------- | -------------------- | --------------- | ---------------------------------------------------------------------------------- | --- |
| Godzina: 14:30 | Z. Molnar (EQ) 26:30 | (0:1, 1:2, 0:1) | 06:59 (EQ) D. Kanaet 31:08 (EQ) L. Mikulić 39:09 (EQ) M. Novak 58:53 (EQ) M. Sakić | Widzów: 1003 Sędzia główny: Peter Gebei Gordon Schukies Sędziowie liniowi: Shinobu Kawai Dana Penkivech |
| Godzina: 14:30 | 6 min                |                 | 4 min                                                                              | Widzów: 1003 Sędzia główny: Peter Gebei Gordon Schukies Sędziowie liniowi: Shinobu Kawai Dana Penkivech |

| 14 lutego 2016 | Japonia | 2:1 | Ukraina | Tsukisamu Sapporo Arena, Sapporo |

| Szczegóły      | Szczegóły                                 | Szczegóły       | Szczegóły                  | Szczegóły |
| -------------- | ----------------------------------------- | --------------- | -------------------------- | --- |
| Godzina: 18:00 | K. Takagi (EQ) 46:19 D. Obara (PP1) 50:32 | (0:0, 0:0, 2:1) | 54:36 (EQ) J. Petranhowski | Widzów: 2000 Sędzia główny: Aleksiej Rawodin Stephen Reneau Sędziowie liniowi: Benoit Martineau Jani Pesonen |
| Godzina: 18:00 | 22 min                                    |                 | 35 min                     | Widzów: 2000 Sędzia główny: Aleksiej Rawodin Stephen Reneau Sędziowie liniowi: Benoit Martineau Jani Pesonen |

## Finałowa runda kwalifikacji
W dniach 1–4 września 2016 roku zostały rozegrane trzy turnieje kwalifikacyjne. Ich gospodarzami były zespoły sklasyfikowane po Mistrzostwach Świata 2015 na 9., 10. i 11. miejscu. W każdej z grup wystąpiło po jednym ze zwycięzców turniejów przedkwalifikacyjnych. Do turnieju olimpijskiego awansowali tylko zwycięzcy turniejów.

### Grupa D
Turniej został rozegrany w hali Mińsk Arena w Mińsku (Białoruś). Zwycięzcą rywalizacji została reprezentacja Słowenii, która uzyskała awans do igrzysk.
| Lp. | Zespół   | M | Pkt | Z | Zd | Pd | P | G+ | G- | +/- |
| --- | -------- | - | --- | - | -- | -- | - | -- | -- | --- |
| 1   | Słowenia | 3 | 8   | 2 | 1  | 0  | 0 | 12 | 3  | +9  |
| 2   | Białoruś | 3 | 7   | 2 | 0  | 1  | 0 | 12 | 8  | +4  |
| 3   | Dania    | 3 | 3   | 1 | 0  | 0  | 2 | 7  | 10 | -3  |
| 4   | Polska   | 3 | 0   | 0 | 0  | 0  | 3 | 6  | 16 | -10 |

| 1 września 2016 | Słowenia | 6:1 | Polska | Mińsk Arena, Mińsk |

| Szczegóły      | Szczegóły | Szczegóły       | Szczegóły                | Szczegóły                                                                   |
| -------------- | --- | --------------- | ------------------------ | --------------------------------------------------------------------------- |
| Godzina: 14:00 | A. Kopitar (PP) 15:50 Ž. Jeglič (EQ) 17:38 J. Muršak (EQ) 24:46 A. Kopitar (PP) 28:41 A. Kranjc (EQ) 32:48 A. Kopitar (EQ) 40:16 | (2:0, 3:0, 1:1) | 57:12 (EQ) K. Dziubiński | Widzów: 1800 Sędzia główny: Stefan Fonselius Sędziowie liniowi: Daniel Konc |
| Godzina: 14:00 | 6 min kar |                 | 12 min kar               | Widzów: 1800 Sędzia główny: Stefan Fonselius Sędziowie liniowi: Daniel Konc |

| 1 września 2016 | Dania | 2:5 | Białoruś | Mińsk Arena, Mińsk |

| Szczegóły      | Szczegóły                                       | Szczegóły       | Szczegóły | Szczegóły                                                                            |
| -------------- | ----------------------------------------------- | --------------- | --- | ------------------------------------------------------------------------------------ |
| Godzina: 18:00 | N. Jensen ([EQ) 02:46 J. Hansen (PP2, EA) 58:41 | (1:2, 0:0, 1:3) | 11:50 (EQ) A. Paułowicz 17:08 (SH) A. Wołkau 43:46 (PP) S. Kascicyn 53:17 (EQ) A. Staś 59:24 (EN) S. Kascicyn | Widzów: 15 086 Sędzia główny: Daniel Piechaczek Sędziowie liniowi: Marcus Vinnerborg |
| Godzina: 18:00 | 10 min kar                                      |                 | 24 min kar | Widzów: 15 086 Sędzia główny: Daniel Piechaczek Sędziowie liniowi: Marcus Vinnerborg |

| 2 września 2016 | Słowenia | 3:0 | Dania | Mińsk Arena, Mińsk |

| Szczegóły      | Szczegóły                                                       | Szczegóły       | Szczegóły | Szczegóły                                                                    |
| -------------- | --------------------------------------------------------------- | --------------- | --------- | ---------------------------------------------------------------------------- |
| Godzina: 14:00 | S. Kovačevič (EQ) 24:18 A. Mušič (EQ) 49:18 J. Urbas (EQ) 57:49 | (0:0, 1:0, 2:0) |           | Widzów: 2090 Sędzia główny: Daniel Konc Sędziowie liniowi: Marcus Vinnerborg |
| Godzina: 14:00 | 29 min kar                                                      |                 | 4 min kar | Widzów: 2090 Sędzia główny: Daniel Konc Sędziowie liniowi: Marcus Vinnerborg |

| 2 września 2016 | Białoruś | 5:3 | Polska | Mińsk Arena, Mińsk |

| Szczegóły      | Szczegóły | Szczegóły       | Szczegóły                                                                | Szczegóły                                                                           |
| -------------- | --- | --------------- | ------------------------------------------------------------------------ | ----------------------------------------------------------------------------------- |
| Godzina: 18:00 | N. Bailen (PP) 13:51 A. Stiepanow (PP) 15:45 R. Hrabarenka (PP) 16:18 A. Staś (EQ) 19:32 A. Kascicyn (EQ) 38:01 | (4:2, 1:0, 0:1) | 05:35 (EQ) B. Bychawski 08:59 (EQ) A. Chmielewski 59:15 (PP) B. Pociecha | Widzów: 10 820 Sędzia główny: Stefan Fonselius Sędziowie liniowi: Daniel Piechaczek |
| Godzina: 18:00 | 6 min kar |                 | 14 min kar                                                               | Widzów: 10 820 Sędzia główny: Stefan Fonselius Sędziowie liniowi: Daniel Piechaczek |

| 4 września 2016 | Polska | 2:5 | Dania | Mińsk Arena, Mińsk |

| Szczegóły      | Szczegóły                                         | Szczegóły       | Szczegóły                                                                                               | Szczegóły                                                                    |
| -------------- | ------------------------------------------------- | --------------- | --- | ---------------------------------------------------------------------------- |
| Godzina: 12:00 | K. Kalinowski (EQ) 13:10 M. Urbanowicz (EQ) 50:20 | (1:1, 0:2, 1:2) | 03:07 (EQ) F. Storm 25:53 (EQ) M. Bødker 35:29 (PP) P. Larsen 42:02 (EQ) N. Ehlers 52:24 (EQ) M. Madsen | Widzów: 2390 Sędzia główny: Daniel Konc Sędziowie liniowi: Daniel Piechaczek |
| Godzina: 12:00 | 4 min kar                                         |                 | 4 min kar                                                                                               | Widzów: 2390 Sędzia główny: Daniel Konc Sędziowie liniowi: Daniel Piechaczek |

| 4 września 2016 | Białoruś | 2:3 pk. | Słowenia | Mińsk Arena, Mińsk |

| Szczegóły      | Szczegóły                                       | Szczegóły                 | Szczegóły                                                   | Szczegóły                                                                           |
| -------------- | ----------------------------------------------- | ------------------------- | ----------------------------------------------------------- | ----------------------------------------------------------------------------------- |
| Godzina: 16:00 | A. Stiepanow (EQ) 38:08 A. Stiepanow (PP) 51:41 | (0:0, 1:2, 1:0, 0:0, 0:1) | 21:45 (PP) R. Tičar 22:49 (PP) R. Tičar 65:00 (SO) R. Tičar | Widzów: 15 086 Sędzia główny: Stefan Fonselius Sędziowie liniowi: Marcus Vinnerborg |
| Godzina: 16:00 | 6 min kar                                       |                           | 6 min kar                                                   | Widzów: 15 086 Sędzia główny: Stefan Fonselius Sędziowie liniowi: Marcus Vinnerborg |

Kadra Polski.
| Sztab kadry: - Jacek Płachta – szkoleniowiec - Torbjörn Johansson – asystent trenera - Stefan Lunner – trener bramkarzy - Andrzej Zabawa – menedżer generalny - Mirosław Minkina – kierownik reprezentacji - Piotr Mytnik – serwisant sprzętu - Rafał Twardy – serwisant sprzętu - Krzysztof Ritszel – fizjoterapeuta |  | Bramkarze: - Kamil Kosowski - Przemysław Odrobny - Rafał Radziszewski |  | Obrońcy: - Adam Borzęcki - Mateusz Bryk - Bartłomiej Bychawski - Bartosz Ciura - Paweł Dronia - Bartłomiej Pociecha - Patryk Wajda - Mateusz Rompkowski |  | Napastnicy: - Mateusz Bepierszcz - Aron Chmielewski - Michael Cichy - Krystian Dziubiński - Kamil Kalinowski - Marcin Kolusz - Mikołaj Łopuski - Tomasz Malasiński - Grzegorz Pasiut - Maciej Urbanowicz - Patryk Wronka - Krzysztof Zapała |

### Grupa E
Turniej został rozegrany w hali Arena Riga w Rydze (Łotwa). Zwycięzcą rywalizacji została reprezentacja Niemiec, która uzyskała awans do igrzysk.
| Lp. | Zespół  | M | Pkt | Z | Zd | Pd | P | G+ | G- | +/- |
| --- | ------- | - | --- | - | -- | -- | - | -- | -- | --- |
| 1   | Niemcy  | 3 | 9   | 3 | 0  | 0  | 0 | 14 | 2  | +13 |
| 2   | Łotwa   | 3 | 6   | 2 | 0  | 0  | 1 | 13 | 5  | +8  |
| 3   | Austria | 3 | 3   | 1 | 0  | 0  | 2 | 4  | 14 | -10 |
| 4   | Japonia | 3 | 0   | 0 | 0  | 0  | 3 | 1  | 11 | -10 |

| 1 września 2016 | Niemcy | 5:0 | Japonia | Arena Riga, Ryga |

| Szczegóły      | Szczegóły                                                                                                | Szczegóły       | Szczegóły  | Szczegóły                                                             |
| -------------- | --- | --------------- | ---------- | --------------------------------------------------------------------- |
| Godzina: 14:30 | B. Macek (EQ) 03:26 P. Hager (PP) 17:22 T. Rieder (EQ) 22:07 T. Kühnackl (PP) 24:44 F. Schütz (PP) 27:56 | (2:0, 3:0, 0:0) |            | Widzów: 979 Sędzia główny: Peter Gebei Sędziowie liniowi: Mikael Nord |
| Godzina: 14:30 | 6 min kar                                                                                                |                 | 16 min kar | Widzów: 979 Sędzia główny: Peter Gebei Sędziowie liniowi: Mikael Nord |

| 1 września 2016 | Austria | 1:8 | Łotwa | Arena Riga, Ryga |

| Szczegóły      | Szczegóły                  | Szczegóły       | Szczegóły | Szczegóły                                                                  |
| -------------- | -------------------------- | --------------- | --- | -------------------------------------------------------------------------- |
| Godzina: 17:30 | T. Hundertpfund (EQ) 16:39 | (1:2, 0:3, 0:3) | 05:41 (EQ) K. Daugaviņš 11:23 (SH) A. Džeriņš 25:18 (EQ) R. Bukarts 27:36 (PP) K. Daugaviņš 38:48 (EQ) R. Ķēniņš 43:57 (EQ) M. Indrašis 46:11 (EQ) K. Dzierkals 56:45 (EQ) R. Ābols | Widzów: 4210 Sędzia główny: Martin Fraňo Sędziowie liniowi: Aleksi Rantala |
| Godzina: 17:30 | 16 min kar                 |                 | 12 min kar | Widzów: 4210 Sędzia główny: Martin Fraňo Sędziowie liniowi: Aleksi Rantala |

| 2 września 2016 | Niemcy | 6:0 | Austria | Arena Riga, Ryga |

| Szczegóły      | Szczegóły | Szczegóły       | Szczegóły | Szczegóły                                                                 |
| -------------- | --- | --------------- | --------- | ------------------------------------------------------------------------- |
| Godzina: 14:30 | M. Goc (EQ) 14:22 P. Hager (EQ) 28:04 M. Müller (EQ) 37:20 P. Reimer (EQ) 42:16 F. Schütz (PP) 54:24 L. Draisaitl (PP) 58:00 | (1:0, 2:0, 3:0) |           | Widzów: 1062 Sędzia główny: Mikael Nord Sędziowie liniowi: Aleksi Rantala |
| Godzina: 14:30 | 8 min kar |                 | 8 min kar | Widzów: 1062 Sędzia główny: Mikael Nord Sędziowie liniowi: Aleksi Rantala |

| 2 września 2016 | Łotwa | 3:1 | Japonia | Arena Riga, Ryga |

| Szczegóły      | Szczegóły                                                         | Szczegóły       | Szczegóły          | Szczegóły                                                               |
| -------------- | ----------------------------------------------------------------- | --------------- | ------------------ | ----------------------------------------------------------------------- |
| Godzina: 17:30 | A. Džeriņš (EQ) 35:54 M. Karsums (PP) 46:16 A. Džeriņš (EN) 59:52 | (0:0, 1:0, 2:1) | 57:46 (EQ) S. Kuji | Widzów: 3851 Sędzia główny: Martin Fraňo Sędziowie liniowi: Peter Gebei |
| Godzina: 17:30 | 8 min kar                                                         |                 | 4 min kar          | Widzów: 3851 Sędzia główny: Martin Fraňo Sędziowie liniowi: Peter Gebei |

| 4 września 2016 | Japonia | 0:3 | Austria | Arena Riga, Ryga |

| Szczegóły      | Szczegóły | Szczegóły       | Szczegóły                                                        | Szczegóły                                                             |
| -------------- | --------- | --------------- | ---------------------------------------------------------------- | --------------------------------------------------------------------- |
| Godzina: 13:00 |           | (0:1, 0:0, 0:2) | 18:23 (PP) M. Grabner 47:27 (PP) A. Kristler 58:33 (EQ) T. Raffl | Widzów: 727 Sędzia główny: Peter Gebei Sędziowie liniowi: Mikael Nord |
| Godzina: 13:00 | 4 min kar |                 | 8 min kar                                                        | Widzów: 727 Sędzia główny: Peter Gebei Sędziowie liniowi: Mikael Nord |

| 4 września 2016 | Łotwa | 2:3 | Niemcy | Arena Riga, Ryga |

| Szczegóły      | Szczegóły                                    | Szczegóły       | Szczegóły                                                            | Szczegóły                                                                    |
| -------------- | -------------------------------------------- | --------------- | -------------------------------------------------------------------- | ---------------------------------------------------------------------------- |
| Godzina: 17:00 | M. Indrašis 34:55 (PP) M. Karsums (PP) 46:19 | (0:1, 1:1, 1:1) | 16:18 (PP) L. Draisaitl 24:51 (EQ) F. Schütz 54:51 (PP) T. Kühnhackl | Widzów: 10 035 Sędzia główny: Martin Fraňo Sędziowie liniowi: Aleksi Rantala |
| Godzina: 17:00 | 6 min kar                                    |                 | 10 min kar                                                           | Widzów: 10 035 Sędzia główny: Martin Fraňo Sędziowie liniowi: Aleksi Rantala |

### Grupa F
Turniej został rozegrany w hali Jordal Amfi w Oslo (Norwegia). Zwycięzcą rywalizacji została reprezentacja gospodarzy, która uzyskała awans do igrzysk.
| Lp. | Zespół     | M | Pkt | Z | Zd | Pd | P | G+ | G- | +/- |
| --- | ---------- | - | --- | - | -- | -- | - | -- | -- | --- |
| 1   | Norwegia   | 3 | 7   | 2 | 0  | 1  | 0 | 9  | 6  | +3  |
| 2   | Francja    | 3 | 5   | 1 | 1  | 0  | 1 | 7  | 4  | +3  |
| 3   | Kazachstan | 3 | 5   | 1 | 1  | 0  | 1 | 8  | 9  | -1  |
| 4   | Włochy     | 3 | 1   | 0 | 0  | 1  | 2 | 4  | 9  | -5  |

| 1 września 2016 | Francja | 2:1 pd. | Włochy | Jordal Amfi, Oslo |

| Szczegóły      | Szczegóły                                         | Szczegóły            | Szczegóły             | Szczegóły                                                                     |
| -------------- | ------------------------------------------------- | -------------------- | --------------------- | ----------------------------------------------------------------------------- |
| Godzina: 16:00 | F. Chakiachvili (EQ) 25:40 S. Da Costa (EQ) 60:27 | (0:0, 1:1, 0:0, 1:0) | 23:20 (PP) D. Kostner | Widzów: 643 Sędzia główny: Stephen Reneau Sędziowie liniowi: Maksim Sidorenko |
| Godzina: 16:00 | 16 min kar                                        |                      | 4 min kar             | Widzów: 643 Sędzia główny: Stephen Reneau Sędziowie liniowi: Maksim Sidorenko |

| 1 września 2016 | Kazachstan | 4:3 pd. | Norwegia | Jordal Amfi, Oslo |

| Szczegóły      | Szczegóły                                                                                       | Szczegóły            | Szczegóły                                                             | Szczegóły                                                                  |
| -------------- | ----------------------------------------------------------------------------------------------- | -------------------- | --------------------------------------------------------------------- | -------------------------------------------------------------------------- |
| Godzina: 20:00 | R. Starczenko (PP) 21:23 K. Dallman (EQ) 31:27 R. Starczenko (EQ) 34:26 B. Bochenski (EQ) 60:31 | (0:0, 3:1, 0:2, 1:0) | 23:48 (EQ) M. Zuccarello 58:43 (EA) J. Holøs 59:46 (EA) A. Bastiansen | Widzów: 2714 Sędzia główny: Jozef Kubuš Sędziowie liniowi: Gordon Schukies |
| Godzina: 20:00 | 10 min kar                                                                                      |                      | 6 min kar                                                             | Widzów: 2714 Sędzia główny: Jozef Kubuš Sędziowie liniowi: Gordon Schukies |

| 2 września 2016 | Francja | 4:1 | Kazachstan | Jordal Amfi, Oslo |

| Szczegóły      | Szczegóły                                                                           | Szczegóły       | Szczegóły           | Szczegóły                                                                      |
| -------------- | ----------------------------------------------------------------------------------- | --------------- | ------------------- | ------------------------------------------------------------------------------ |
| Godzina: 16:00 | S. Treille (EQ) 07:10 D. Fleury (EQ) 15:32 D. Fleury (EQ) 55:31 F. Douay (EQ) 57:40 | (2:1, 0:0, 2:0) | 00:20 (EQ) N. Dawes | Widzów: 378 Sędzia główny: Gordon Schukies Sędziowie liniowi: Maksim Sidorenko |
| Godzina: 16:00 | 6 min kar                                                                           |                 | 6 min kar           | Widzów: 378 Sędzia główny: Gordon Schukies Sędziowie liniowi: Maksim Sidorenko |

| 2 września 2016 | Norwegia | 4:1 | Włochy | Jordal Amfi, Oslo |

| Szczegóły      | Szczegóły                                                                                 | Szczegóły       | Szczegóły              | Szczegóły                                                                 |
| -------------- | ----------------------------------------------------------------------------------------- | --------------- | ---------------------- | ------------------------------------------------------------------------- |
| Godzina: 20:00 | M. Olimb (EQ) 08:35 T. Kristiansen (PP) 18:39 J. Holøs (PP) 51:26 A. Martinsen (PP) 57:51 | (2:0, 0:1, 2:0) | 34:51 (EQ) T. Traversa | Widzów: 3751 Sędzia główny: Jozef Kubuš Sędziowie liniowi: Stephen Reneau |
| Godzina: 20:00 | 14 min kar                                                                                |                 | 31 min kar             | Widzów: 3751 Sędzia główny: Jozef Kubuš Sędziowie liniowi: Stephen Reneau |

| 4 września 2016 | Włochy | 2:3 | Kazachstan | Jordal Amfi, Oslo |

| Szczegóły      | Szczegóły                                      | Szczegóły       | Szczegóły                                                                | Szczegóły                                                                 |
| -------------- | ---------------------------------------------- | --------------- | ------------------------------------------------------------------------ | ------------------------------------------------------------------------- |
| Godzina: 11:00 | G. Scandella (EQ) 06:47 T. Traversa (PP) 38:54 | (1:1, 1:1, 0:1) | 08:51 (PP) M. Chudiakow 28:42 (EQ) B. Bochenski 56:12 (EQ) R. Starczenko | Widzów: 386 Sędzia główny: Jozef Kubuš Sędziowie liniowi: Gordon Schukies |
| Godzina: 11:00 | 2 min kar                                      |                 | 4 min kar                                                                | Widzów: 386 Sędzia główny: Jozef Kubuš Sędziowie liniowi: Gordon Schukies |

| 4 września 2016 | Norwegia | 2:1 | Francja | Jordal Amfi, Oslo |

| Szczegóły      | Szczegóły                                       | Szczegóły       | Szczegóły             | Szczegóły                                                                      |
| -------------- | ----------------------------------------------- | --------------- | --------------------- | ------------------------------------------------------------------------------ |
| Godzina: 15:00 | M. Zuccarello (EQ) 26:59 M. Nørstebø (PP) 57:31 | (0:0, 1:1, 1:0) | 21:49 (EQ) Y. Treille | Widzów: 4277 Sędzia główny: Stephen Reneau Sędziowie liniowi: Maksim Sidorenko |
| Godzina: 15:00 | 10 min kar                                      |                 | 24 min kar            | Widzów: 4277 Sędzia główny: Stephen Reneau Sędziowie liniowi: Maksim Sidorenko |